# 小行星9654
小行星9654（英語：9654）是一颗围绕太阳公转的小行星。1996年1月13日，小林隆男在大泉天文台发现了此天体。
这颗小行星的绝对星等为324.48211等。